# Добронь (гмина)
Добронь (пол. Dobroń) — сельская гмина (волость) в Польше, входит как административная единица в Пабяницкий повет, Лодзинское воеводство. Население — 6752 человека (на 2004 год).

## Сельские округа
1. Барыч
2. Хехло-Первше
3. Хехло-Друге
4. Добронь-Малы
5. Добронь-Подуховны
6. Добронь-Дужы
7. Морги
8. Льдзань
9. Таляр
10. Маркувка
11. Могильно-Дуже
12. Могильно-Мале
13. Орпелюв
14. Полешин
15. Ружа
16. Вымыслув-Пяски
17. Вымыслув-Француски

## Соседние гмины
1. Гмина Длутув
2. Гмина Ласк
3. Гмина Пабянице
4. Пабьянице
5. Гмина Водзерады